# Aleksei Sutormin
Aleksei Sergeyevich Sutormin (tiếng Nga: Алексей Серге́евич Сутормин; sinh ngày 10 tháng 1 năm 1994) là một tiền vệ bóng đá người Nga. Anh thi đấu cho F.K. Orenburg.

## Sự nghiệp câu lạc bộ
Anh có màn ra mắt tại Russian Second Division cho FC Strogino Moskva vào ngày 15 tháng 7 năm 2013 trong trận đấu với F.K. Torpedo Vladimir.

#### Bàn thắng quốc tế
Bàn thắng và kết quả của Nga được để trước.
| #  | Ngày                 | Địa điểm                                       | Đối thủ | Bàn thắng | Kết quả | Giải đấu                 |
| -- | -------------------- | ---------------------------------------------- | ------- | --------- | ------- | ------------------------ |
| 1. | 11 tháng 11 năm 2021 | Sân vận động Krestovsky, Saint Petersburg, Nga | Síp     | 4–0       | 6–0     | Vòng loại World Cup 2022 |